# Argumentacja
Argumentacja lub argumentowanie, dowodzenie (łac. argumentatio, probatio; stgr. ἀπόδειξις, πίστις) – trzecia, główna część wypowiedzi, której zadaniem jest przedstawienie tezy głoszonej przez autora oraz udowodnienie jej za pomocą argumentów. Teorią argumentacji zajmuje się retoryka.
Celem argumentacji nie jest udowodnienie obiektywnej prawdy naukowej lub logicznej, w kategoriach prawdy i fałszu, lecz consensus („zgoda”). Consensus ten polega na przekonaniu odbiorców do udowadnianej tezy, czyli przyjęciu przez nich stanowiska, poglądu, czy opinii głoszonych przez autora. Za klasyczny model dowodzenia uważa się tak zwaną cycerońską, perswazyjną teorię argumentacji, której różne elementy są składnikami retoryki, logiki, dialektyki, erystyki i topiki. Teoria ta dopuszcza stosowanie argumentacji nieartystycznej i artystycznej.
Argumenty używane podczas dowodzenia dzieli się na znaki, sylogizmy, entymematy, sentencje i exempla. Argumenty te odnajduje się w tak zwanych loci argumentorum, czyli miejscach dowodowych. Szczególnym przypadkiem miejsc dowodowych są miejsca wspólne (loci communes), czyli toposy – argumenty opierające swoją moc dowodową na przekonaniach wspólnoty, dla której właściwy jest sposób myślenia, mówienia czy pisania uznający pewne sądy i wartości za prawdziwe. Argumentację można skomponować według wagi argumentów w układzie ze związków przyczynowych lub skutkowych, albo według siły perswazyjnej argumentów w porządku wzrastającym, opadającym, liniowym lub nestoriańskim.

## Historia
Podstawy nauki o dowodzeniu sformułował w IV wieku przed Chrystusem Arystoteles. W swoich Analitykach przeanalizował argumentację retoryczną z sylogizmów. W Topikach omówił argumentację z exemplów i sentencji. W traktacie O dowodach sofistycznych przedstawił szczegółową analizę entymematów. W Retoryce podjął się pierwszej próby całościowej systematyki argumentów retorycznych i ich szczegółowego omówienia, zwracając szczególną uwagę na strukturę logiczną dowodów.
Systematyka zaproponowana przez Arystotelesa spotkała się z różnego typu zarzutami. Późniejsi teoretycy greccy dokonywali najczęściej najprzeróżniejszych kombinacji połączeń argumentacji retorycznej z logiczną. Podstawą tych rozważań był nie tyle charakter założeń metodologicznych, ile forma rozumowania.
Twórcą powszechnie przyjętej w następnych wiekach, w dużej mierze obowiązującej także współcześnie, nauki o dowodzeniu był w I wieku przed Chrystusem Cyceron. W podręcznikach nazywano ją cycerońską teorią argumentacji. Była ona zbliżona do systematyki Arystotelesa. Polegała na połączeniu argumentacji logicznej i dialektycznej z argumentacją typowo retoryczną w całość, określaną terminami argumentacja ujmująca lub argumentacja perswazyjna. Dla Cycerona bowiem podstawą rozważań na temat argumentacji nie była poprawność jej struktury logicznej, ale sprawność w osiąganiu zamierzonego celu, czyli przekonania odbiorcy do udowadnianej tezy.
Rozważania Cycerona na temat dowodzenia zostały rozproszone w różnych jego pracach, przede wszystkim w O inwencji, O mówcy, Brutusie, Mówcy, O najlepszym rodzaju mówców oraz Podziałach retorycznych. Zadania zebrania tej nauki w całość, usystematyzowania jej i jasnego wyłożenia podjął się w drugiej połowie I wieku po Chrystusie Kwintylian. Odpowiednie rozdziały w jego Kształceniu mówcy przez wieki były uważane – i przez wielu badaczy uważane są nadal – za podstawowy podręcznik poświęcony teorii dowodzenia.

## Argumentacja jako część wypowiedzi
Argumentacja jest jedną z części wypowiedzi. Klasyczne dzieło retoryczne składa się z pięciu części: wstępu (exordium), narracji (narratio), argumentacji (probatio), zbijania zarzutów (refutatio) i zakończenia (conclusio). Dowodzenie jest fundamentem sztuki kompozycji retorycznej. Podporządkowane są jemu pozostałe części: przygotowujące argumentację (wstęp i narracja) oraz następujące po niej, rozwijające ją (zbijanie zarzutów i zakończenie).
Cyceron w De inventione stwierdził, że dowodzenie jest tym, dzięki czemu – za pomocą argumentacji – wypowiedź nadaje naszej sprawie wiarygodność, powagę i stałość. Argumentacja, jako część wypowiedzi, opiera się przynajmniej na jednym argumencie, ale najczęściej na kilku. Kwintylian zauważył: co odróżnia dowodzenie od dowodów? To, że argumenty są tym, dzięki czemu dana kwestia zostaje udowodniona, zaś dowodzenie jest w istocie częścią wypowiedzi, w której same argumenty stają się jasne dzięki słowom. Sam zaś argument zdefiniował Kwintylian jako proces rozumowania, który dostarcza dowodów i umożliwia wywnioskowanie jednej rzeczy z drugiej – potwierdzenie faktów, które są niepewne poprzez fakty, które są pewne.

## Consensus jako cel argumentacji
Zdaniem teoretyków retoryki, gdyby reguły logiki i wynikające z nich zasady postępowania były oczywiste i wszechobowiązujące, nie potrzeba byłoby rozstrzygać różnic opinii pomiędzy ludźmi – nie byłby konieczny spór sądowy, ideowy czy polityczny, nie trzeba by było utwierdzania odbiorców w nawet już podjętych przekonaniach. Oznacza to, że ludzie nie kierują się w swoich przekonaniach i działaniach jedynie logiką a argumentacja nie może opierać się wyłącznie na regułach poprawnego wnioskowania, bowiem jej celem nie jest prawda w sensie naukowym czy logicznym.
Według Arystotelesa argumentacja retoryczna jest antystrofą logiki – przeciwieństwem bezosobowego poszukiwania prawdy naukowej. Jej celem nie jest poznanie obiektywnej prawdy, lecz consensus („zgoda”). Consensus ten polega na przekonaniu odbiorców do udowadnianej tezy, czyli przyjęciu przez nich stanowiska, poglądu, czy opinii głoszonych przez autora.
Dowodzenie retoryczne różni się od logicznego także dlatego, że to drugie nie bierze pod uwagę reakcji na argumenty i wnioski. Skoro celem autora wypowiedzi retorycznej jest przekonanie odbiorców do własnych racji, argumenty winny być dostosowane nie tylko do przedmiotu sprawy, ale również do możliwości poznawczych, wiedzy ogólnej i mentalności słuchaczy lub czytelników. W związku z tym dowodzenie zakłada nawiązanie i utrzymywanie kontaktu myślowego – zamiar przekonania po stronie autora oraz zamiar słuchania lub czytania po stronie odbiorców, w którym obie strony dążą do consensusu.
Elementarną zasadą dowodzenia jest odnajdywanie argumentów, a nie ich wymyślanie. Zasada ta oznacza, że argumenty stanowią pewien akceptowalny przez autora i odbiorców zbiór, oparty na consensusie, oraz że istnieje wspólnota, dla której właściwy jest sposób myślenia, mówienia czy pisania oparty na tym zbiorze. Czymkolwiek jest owa wspólnota (np. wspólnota narodowa, wspólnota państwowa, wspólnota zawodowa, ludzi rozumnych, ludzi wykształconych, ludzi wolnych, wiernych itp.), jej istnienie stanowi podstawę porozumienia między autorem a odbiorcami, niezależnego od zasad logiki.

## Notacja retoryczna
W retoryce strukturę wnioskowania zapisuje się inaczej niż w logice. Zapis ten wywodzi się z rozważań Arystotelesa, przystosowanych przez rzymskich retorów do języka łacińskiego.

### Zmienne
Retoryka dopuszcza maksymalnie trzy zmienne podczas wnioskowania. Zmienne te oznaczane są symbolami {\displaystyle S,} {\displaystyle M} i {\displaystyle P.} Skróty mają znaczenie mnemotechniczne.
{\displaystyle S} – subiectum, terminus minor – podmiot wnioskowania, przesłanka mniejsza
{\displaystyle M} – terminus medius – przesłanka pośrednia
{\displaystyle P} – predicatum, terminus maior – orzecznik wnioskowania, przesłanka większa
Jako przykład może służyć argumentacja: jak wiadomo, Wikipedię tworzą wolontariusze, a skoro Jan pisze tam ciekawe artykuły, musi robić to za darmo. Podmiotem wnioskowania {\displaystyle (S)} w tym zdaniu jest Jan, przesłanką pośrednią {\displaystyle (M)} Wikipedia, natomiast orzecznikiem {\displaystyle (P)} darmowy wolontariat. Kolejność zmiennych może być podczas wnioskowania dowolna, ułożona w wielu zdaniach. Parlament uchwali w najbliższym czasie nowe prawo o sądach. Zapowiedział to lider większości parlamentarnej. Podmiotem wnioskowania {\displaystyle (S)} w tym dowodzeniu jest parlament, przesłanką pośrednią {\displaystyle (M)} lider większości parlamentarnej, natomiast orzecznikiem {\displaystyle (P)} uchwalenie nowego prawa. Zmienne mogą przybierać formę rozbudowaną, składającą się z wielu różnych tropów i figur retorycznych.

### Funktory
Między każdymi dwiema z trzech zmiennych możliwe są cztery relacje. Dla ich zapamiętania stosuje się skróty wyprowadzone z samogłosek łacińskich słów affirmo (potwierdzam) i nego (przeczę).
{\displaystyle a} – afirmo – każde jest
{\displaystyle i} – afirmo – niektóre są
{\displaystyle e} – nego – żadne nie jest
{\displaystyle o} – nego – niektóre nie są
Możliwe są więc cztery wnioski z dowodzenia retorycznego:
{\displaystyle SaP} – każde {\displaystyle S} jest {\displaystyle P}
{\displaystyle SiP} – niektóre {\displaystyle S} są {\displaystyle P}
{\displaystyle SeP} – żadne {\displaystyle S} nie jest {\displaystyle P}
{\displaystyle SoP} – niektóre {\displaystyle S} nie są {\displaystyle P}

### Zapis
Schemat wnioskowania retorycznego zapisuje się w kolumnie. W pierwszym rzędzie znajduje się przesłanka większa, w drugim przesłanka mniejsza, a w trzecim wniosek. Wniosek oddziela się od przesłanek kreską. Jeżeli przesłanka mniejsza nie występuje w dowodzeniu, pomija się ją. Zapis składa się wówczas z dwóch rzędów – przesłanki większej u góry, oddzielonej kreską od wniosku na dole. Na przykład zapis
{\displaystyle {\frac {\begin{matrix}SaM\\PaM\end{matrix}}{SaP}}}
oznacza: jeżeli podmiot wnioskowania zawiera się w przesłance pośredniej, a orzecznik wnioskowania zawiera się również w przesłance pośredniej, to możemy pewnie orzekać o podmiocie wnioskowania.

## Argumentacja nieartystyczna
Teoria dowodzenia dopuszcza stosowanie argumentacji nieartystycznej (genus inartificale), nazywanej niekiedy przez Cycerona argumentacją twardą. Obejmowała ona argumenty pochodzące z niekwestionowanych dowodów materialnych – na przykład opinii powszechnej, dokumentów, zeznań wiarygodnych świadków, przysiąg, wyroków sądowych itp.
Istotą dowodów materialnych, stosowanych w argumentacji nieartystycznej, było ich powszechne uznanie za wiarygodne przez wszystkich – retora, jego przeciwników oraz odbiorców. W takim przypadku autor nie musiał nikogo przekonywać, powinien jedynie wyciągnąć z tych dowodów takie wnioski, które potwierdzały udowadnianą przez niego tezę.

## Argumentacja artystyczna
Według zasad klasycznej retoryki, argumenty stosowane w dowodzeniu artystycznym (genus artificale) dzieli się na znaki, sylogizmy, entymematy, sentencje i exempla. Podział ten przyjmowany był przez większość teoretyków retoryki. Niektórzy uważali znaki, sentencje i exempla za szczególne przypadki entymematów lub sylogizmów. Analizą i klasyfikacją sylogizmów zajmują się logika, dialektyka oraz erystyka, natomiast entymematy, sentencje oraz exempla analizuje i klasyfikuje topika.
Za argumenty mające największą siłę perswazji, uznawano przez wieku entymematy i exempla. Według opinii Arystotelesa: argumentowanie za pomocą exemplum najbardziej nadaje się do wypowiedzi politycznej; argumentowanie zaś za pomocą entymematu do wypowiedzi sądowej. Wypowiedź polityczna dotyczy bowiem przyszłych wypadków. Toteż autor, chcąc podać ich przykłady, musi sięgać po zdarzenia minione. Wypowiedź sądowa zajmuje się tym, co obecnie jest prawdą, lub tym, co obecnie nie jest prawdziwe – a to łatwiej uzasadnić, gdy w grę wchodzi konieczność.

### Znaki
Znak (signum) to dowodzenie, w którym wniosek {\displaystyle (P)} wysnuwa się tylko z jednej przesłanki {\displaystyle (S).} Nazwa pochodzi od znaku niesionego przez żołnierza rzymskiego, z którego wnosiło się o numerze czy nazwie legionu uczestniczącego w bitwie. Ten sposób argumentacji nazywany był też niekiedy śladem (vestigum), gdyż przykładem znaku są ślady stóp, z których dowodzimy, że przez dane miejsce przeszedł człowiek. Znaki dzielone są na konieczne (signa necessaria) i niekonieczne (signa non necessaria). Kryterium tego podziału jest stopień prawdopodobieństwa wniosku wysuniętego ze znaku.

#### Znaki konieczne
Znaki konieczne (signa necessaria) to takie, w których z przesłanki wynika całkowita pewność wniosku. Ta kobieta jest w ciąży, odbyła więc stosunek płciowy z mężczyzną. Nasz kolega nie przyjdzie dzisiaj na zebranie, bo zmarł przed tygodniem. Premiera nie było wczoraj rano zagranicą, przemawiał w tym czasie przed krajowym parlamentem. Pada ulewny deszcz, więc rośliny zostaną podlane. Tak więc w znaku koniecznym z podmiotu wnioskowania {\displaystyle (S)} bezpośrednio wynika konieczny orzecznik {\displaystyle (P)}.

#### Znaki niekonieczne
Znaki niekonieczne (signa non necessaria) to takie, w których z przesłanki wynika niemal pewny wniosek. Inny wniosek jest możliwy, ale wysoce nieprawdopodobny. Ta kobieta jest zapłakana i pobita, spotkało więc ją jakieś nieszczęście. Niebo jest całe przykryte ciemnymi chmurami, wkrótce będzie padał deszcz. Partia mająca większość w parlamencie złożyła przed miesiącem projekt nowego prawa, został on zapewne uchwalony. Skoro żyje, to kocha i nienawidzi. Tak więc, w znaku niekoniecznym z podmiotu wnioskowania {\displaystyle (S)} bezpośrednio wynika prawdopodobny orzecznik {\displaystyle (P)}.

### Sylogizmy
Sylogizm (łac. ratiocinatio, stgr. συλλογισμός) to w retoryce dowodzenie, w którym wniosek wysnuwa się z dwóch przesłanek. Pierwszą przesłankę nazywa się przesłanką mniejszą {\displaystyle (S)} – zawiera ona prawdę szczegółową. Drugą przesłankę, zwierającą prawdę ogólną, nazywa się przesłanką pośrednią {\displaystyle (M).} Wniosek powinien wynikać z tych dwóch przesłanek i nazywany jest przesłanką większą {\displaystyle (P)}.
Zgodnie z zasadami retoryki, jako składnik sylogizmu można zastosować siedem typów przesłanek:
1. To, co odbieramy poprzez zmysły, np. to, co widzimy lub słyszymy
2. To, do czego istnieje powszechna zgoda, np. obowiązek miłości do rodziców
3. To, co weszło do powszechnego użycia, jeśli nie na całym świecie, to przynajmniej w tym państwie czy społeczności, gdzie toczy się sprawa, np. na mocy obyczaju
4. Te rzeczy, co do których zgadzają się autor i odbiorcy
5. To, czego nie podważa strona przeciwna
6. To, co ustanowione jest przez prawo
7. To, co zostało już wcześniej udowodnione

Większość teoretyków retoryki zalecała bardzo oszczędne używanie sylogizmów w dowodzeniu. Uważano sylogizm za argument mający najmniejszą siłę perswazji, zwłaszcza w formie trójzdaniowej lub dłuższej. Wymaga on bowiem od odbiorców dużego skupienia i zdolności podążania za myślą autora. Już Arystoteles zauważył, że sylogizmy należy stosować tylko w wyjątkowych przypadkach, na przykład w polemice z kłótliwym oponentem.
Analizując argumentację retoryczną w Topikach, Arystoteles określił sylogizm jako wypowiedź, w której, gdy się coś założy, to coś innego niż się założyło musi wynikać dlatego, że się założyło. Jest dowodem, gdy przesłanki sylogizmu są prawdziwe lub konieczne, albo przynajmniej takie, że ich znajomość wywodzi się z przesłanek prawdziwych lub koniecznych. Po tej definicji wprowadził Arystoteles podział sylogizmów na trzy rodzaje.
Arystotelesowskie rozróżnienie argumentów apodyktycznych (naukowych, czyli dowodów zmierzających do obiektywnej prawdy), dialektycznych (czyli dowodów posługujących się prawdopodobieństwem i zmierzających do przekonania odbiorcy) oraz erystycznych (czyli dowodów opartych na fortelu i zmierzających do zmylenia odbiorcy) jest podstawą argumentacji artystycznej. Podział ten został przyjęty i rozwinięty przez późniejszych teoretyków retoryki. Zgodnie z nim sylogizmy dzielą się na naukowe, dialektyczne i erystyczne. Tymi trzema rodzajami sylogizmów zajmują się trzy odrębne dyscypliny naukowe – logika, dialektyka i erystyka.

#### Sylogizm naukowy
Sylogizm naukowy, apodyktyczny, logiczny lub filozoficzny (zwany współcześnie także sylogizmem asertorycznym) to wnioskowanie logicznie poprawne, złożone z dwóch przesłanek i wniosku, będących zdaniami kategorycznymi zbudowanymi z trzech zmiennych ({\displaystyle S,} {\displaystyle M,} {\displaystyle P}) i trzech spośród czterech możliwych funktorów ({\displaystyle a,} {\displaystyle i,} {\displaystyle e,} {\displaystyle o}).
Kwintylian definiował sylogizm naukowy jako argumentowanie z nieuniknionej relacji przyczynowo-skutkowej. Jako przykład podawał dowodzenie: ciało, na które pada światło, rzuca cień {\displaystyle (M),} więc tam, gdzie pada cień {\displaystyle (S),} świadczy on o obecności ciała {\displaystyle (P)}.

#### Sylogizm dialektyczny

Dialektyka nauczająca rozumowania. Miedzioryt Cornelisa Corta z 1565 roku.

Sylogizm dialektyczny to wnioskowanie złożone z dwóch przesłanek i wniosku, ale niezależne od zasad logiki. Jest on używany podczas dowodzenia, przede wszystkim w sprawach dotyczących tego typu ludzkiej działalności, która pozbawiona jest formalizacji. Sylogizm dialektyczny, zachowując strukturę rozumowania logicznego, wykorzystuje argumenty, które mają dużą siłę perswazji. Argumenty te są zgodne z wiedzą ogólną oraz mentalnością odbiorców – oznacza to, że uważają oni dowodzenie oparte na tego typu sylogizmie za poprawne. Według Arystotelesa sylogizm jest dialektyczny, gdy opiera się na przesłankach zgodnych z opinią powszechną.
Poprawnością argumentacji dialektycznej zajmowała się odrębna nauka, dialektyka, która od starożytności do XVIII wieku była jednym z podstawowych przedmiotów nauczania, składnikiem trivium. Analizowała ona i klasyfikowała zasady poprawnego rozumowania oraz sztukę prowadzenia sporu.
Do podstawowych argumentów, niezależnych od logiki formalnej, wykorzystywanych w formie sylogizmu dialektycznego należą: argument a contrario, argument a fortiori, argument a completudine, argument a coherentia, argument psychologiczny, argument historyczny, argument przez dowód nie wprost, argument teleologiczny (celowościowy), argument ekonomiczny, argument systematyczny i argument naturalistyczny.

#### Sylogizm erystyczny
Sylogizm erystyczny to wnioskowanie złożone z dwóch przesłanek i wniosku, niezależne od zasad logiki i dialektyki, sprzeczne z wiedzą ogólną oraz mentalnością odbiorców. Sylogizm taki jest fortelem, który chociaż z punktu widzenia logiki i zdrowego rozsądku jest niekiedy nonsensowny, to jednak odpowiednio zastosowany może mieć dużą siłę perswazji. Według Arystotelesa sylogizm jest erystyczny, jeżeli opiera się na sądach, które uchodzą za powszechnie uznawane, ale w rzeczywistości nie są takie, albo jeżeli się wydaje, że się opiera na takich sądach, które są bądź powszechnie uznawane, bądź uchodzą za takie.
Typowym przykładem sylogizmu erystycznego, podawanym w podręcznikach, było wnioskowanie, w którym z faktu, że ktoś opowiedział o kilku wydarzeniach {\displaystyle (S),} z których jedno było zmyślone {\displaystyle (M),} wysuwa się wniosek, że wszystkie opowiedziane wydarzenia były fikcyjne {\displaystyle (P).} Chociaż sylogizm ten jest to oczywistym błędem logicznym i dialektycznym, to jest często używany w praktyce argumentacyjnej, ponieważ jego siła perswazyjna jest bardzo duża.
Teoretycy retoryki, dla wyjaśnienia argumentacji z sylogizmu erystycznego, podawali najczęściej paradoks kłamcy: Grek Simonides powiedział, że wszyscy Grecy kłamią. A zatem jeśli prawdą jest, że Grekiem jest Simonides i wszyscy Grecy kłamią, to Simonides skłamał, a skoro skłamał, to nieprawdziwe jest przytoczone twierdzenie. Błąd w tym sylogizmie, z punktu widzenia dialektyki, polega na niepoprawnym wprowadzeniu wniosku do zdania będącego przesłanką – czasownik „kłamać” został użyty w innym znaczeniu w przesłance, a innym we wniosku (wyraz ten ma dwojaki sens, w zależności od użytych czasów i osób gramatycznych). Podstawą tego typu forteli jest nieprecyzyjność języka naturalnego, a zwłaszcza zatarte stosunki zarówno w dziedzinie synonimii, jak i homonimii. Są one nieuchwytne przy pierwszym zetknięciu, a wykorzystywane często w praktyce argumentacyjnej.

### Entymematy
Entymemat (stgr. ἐνθύμημα) to wnioskowanie złożone z dwóch przesłanek i wniosku, w którym przemilcza się jedną z przesłanek lub wniosek. Ukryta przesłanka lub wniosek pozostają „w głowie” (stgr. ἐν θυμῶ). Cyceron uznawał argumentację z entymematów za podstawowy sposób dowodzenia, opierając się na stanowisku Arystotelesa, który stwierdził, że entymemat stanowi najwyższą formę uwierzytelnienia. Zdaniem większości teoretyków retoryki, entymemat to argument o największej sile perswazji a jego właściwe zastosowanie jest podstawą sztuki argumentacji.

#### Struktura entymematu
Entymemat to skrócony sylogizm naukowym dialektyczny lub erystyczny, w którym opuszczono pierwszą przesłankę, drugą przesłanką bądź wniosek. Dlatego sylogizm, który jest podstawą entymematu, może zostać przekształcony na trzy sposoby.
Dobry aktor potrafi wcielać się w różne role {\displaystyle (M).} Jan jest świetnym aktorem {\displaystyle (P),} bo potrafi zagrać każdą rolę {\displaystyle (S)} – ten sylogizm można skrócić na trzy sposoby:
1. Jan jest świetnym aktorem {\displaystyle (P),} bo dobry aktor potrafi wcielać się w różne role {\displaystyle (M)} – opuszczona pierwsza przesłanka {\displaystyle (S)}
2. Jan jest świetnym aktorem {\displaystyle (P),} bo potrafi zagrać każdą rolę {\displaystyle (S)} – opuszczona druga przesłanka {\displaystyle (M)}
3. Dobry aktor potrafi wcielać się w różne role {\displaystyle (M),} a Jan potrafi zagrać każdą {\displaystyle (S)} – opuszczony wniosek {\displaystyle (P)}

#### Siła perswazyjna entymematu
Podstawową zaletą entymematu jest jego zwięzłość, która pozwala autorowi w jasny i przekonujący sposób argumentować, zastępując skomplikowany sylogizm.
Kwintylian wyjaśnił tę zasadę na przykładzie wypowiedzi, w której broni się tezy, iż pieniądze nie niosą same w sobie żadnej wartości moralnej. Udowadnia się taką tezę za pomocą dwóch sylogizmów, w których wykazuje się, że pieniądze nie są ani dobre, ani złe. Pierwszy z sylogizmów brzmi: pieniądze nie są dobre, bo nic nie jest dobre, co ktoś może źle użyć – a przecież pieniędzy można źle używać. Autor skraca ten sylogizm do entymematu i pyta: czyż pieniądze są dobre, skoro każdy może ich źle użyć? Drugi sylogizm to: pieniądze nie są złe, bo nic nie jest złe, co ktoś może dobrze użyć – a przecież pieniędzy można dobrze używać. Sylogizm ten zostaje skrócony do entymematu: czyż pieniądze są złe, skoro ktoś inny może ich dobrze użyć? Końcowa teza, zostaje również ujęta w formę entymematu: pieniądze nie niosą same w sobie wartości moralnej, bo nie są ani złe, ani dobre. Ta krótka, złożona z trzech entymematów argumentacja, nie jest co prawda poprawna logicznie, zachowuje jednak zasady dialektyki i ma dużą siłę perswazyjną.

#### Poprawność entymematu
Przemilczenie jednej z przesłanek pozwala autorowi nie oddawać pod osąd odbiorcy kwestii jej konieczności lub prawdziwości, a także pominąć jej udowodnienie. Dlatego entymemat jest narażony na błąd – powinien być niejawnym sylogizmem naukowym lub dialektycznym, ale może ukrywać niepoprawność logiczną lub dialektyczną, a niekiedy celowo zwodzić odbiorców jako ukryty sylogizm erystyczny.
Jeżeli na przykład autor dowodzi, że wszyscy jesteśmy ludźmi, w celu usprawiedliwienia czyjejś słabości, używa argumentu entymematycznego. Wszyscy ludzie są grzeszni jest przesłanką ukrytą tego entymematu {\displaystyle (M),} X jest człowiekiem to przesłanka jawna {\displaystyle (S),} a X jest grzeszny stanowi wniosek {\displaystyle (P).} Nie ma tu w zasadzie błędu, poza tym, że w myśl zasad dialektyki grzeszność jest cechą stopniowalną, bo orzeka o wartości. Natomiast, gdy autor twierdzi, że tam trzeba posłać kogoś odważnego, więc wyślijmy tego Polaka Jana, używa przesłanki jawnej Jan jest Polakiem {\displaystyle (S)} oraz wniosku Jan jest odważny {\displaystyle (P)} na podstawie przesłanki ukrytej wszyscy Polacy są odważni {\displaystyle (M).} Takie rozumowanie jest niepoprawne, ponieważ pierwsza przesłanka powinna brzmieć: niektórzy Polacy są odważni. W myśl bowiem zasad dialektyki, o cechach żadnej dużej zbiorowości nie można twierdzić, że {\displaystyle M} to {\displaystyle P.} Opuszczając przesłankę, autor ukrył w tym przykładzie niepoprawną argumentację, skupiając się na sile perswazyjnej argumentu.

### Sentencje
Sentencja (sententia) to argument opierający się na cytacie z konkretnego autora lub dzieła, a także przysłowiu, maksymie, aforyzmie itp. Zadaniem sentencji jest potwierdzenie udowadnianej tezy na podstawie poglądu, opinii lub stanowiska zawartego w cytacie. Dlatego sentencja stanowi przesłanką {\displaystyle (S),} która poprzez wnioskowanie z autorytetu (ex auctoritate) pozwalała na orzekanie o podmiocie {\displaystyle (P)}.
Kwintylian twierdził, że dla udowodnienia każdej tezy można przytoczyć opinie narodów, społeczności, filozofów, szanowanych obywateli czy wybitnych poetów. Zadaniem autora wypowiedzi jest ustalenie ewentualnego odniesienia pomiędzy dowolną opinią a potrzebnym mu argumentem. Jeżeli takie odniesienie zostanie odnalezione, perswazyjna siła sentencji będzie bardzo duża, ze względu na wielką, uniwersalną moc mądrości i jej niekwestionowaną niezależność.
Piotr Skarga w Kazaniu trzecim dowodząc, że spory wśród Polaków doprowadzą do utraty niepodległości, posłużył się sentencją: i ta niezgoda przywiedzie na was niewolą, w której wolności wasze utoną i w śmiech się obrócą; i będzie – jako mówi Prorok – „sługa równo z panem, niewolnica równo z panią swoją i kapłan z ludem, i bogaty z ubogim, i ten, co kupił imienie, równy z tym, co przedał”. Bo wszyscy z domy i zdrowim w nieprzyjacielskiej ręce stękać będą, poddani tym, którzy ich nienawidzą.
Wyróżniano sentencje zachęcające (sententia exhortans), zniechęcające (sententia dehortans), informujące (sententia enuntians), proste (sententia simplex), złożone (sententia composita), prawdopodobne (sententia probabilis), prawdziwe (sententia vera) i przenośne (sententia superlata).

### Exempla
Exemplum, inaczej kommemoracja (commemoratio), to argument ze wspomnienia lub przypomnienia wydarzenia albo wydarzeń rzeczywistych czy fikcyjnych. Od innych argumentów odróżnia exemplum fakt, że pochodzi „spoza sprawy” i jest dowodzeniem przez podobieństwo (similitudo) lub porównanie (comparatio). Całe exemplum jest więc w dowodzeniu przesłanką {\displaystyle (S),} prowadzącą przez podobieństwo lub porównanie do orzekania o podmiocie wnioskowania {\displaystyle (P)}.
Teoria exemplum, egzemplifikacja, jest uważana za jeden z najważniejszych działów retoryki. Przez stulecia ten rodzaj argumentu przerósł pierwotne założenia i stał się odrębnym gatunkiem literackim, który odegrał istotną rolę w kształtowaniu prozatorskiej sztuki narracyjnej, zwłaszcza nowelistyki. W starożytności uważano exemplum za drugi pod względem siły perswazyjnej rodzaj argumentu, po entymemacie. Rola exemplum zaczęła rosnąć w retoryce chrześcijańskiej, począwszy od Tertuliana, Ambrożego, Hieronima i Augustyna. W XIII wieku exemplum zostało uznane za argument o najwyższej sile perswazji, do czego przyczyniło się przede wszystkim stanowisko kaznodziejów franciszkańskich i dominikańskich.
Exemplum nie ma ograniczonej długości. Może być zaledwie antonomazją (czyli np. zastosowaniem imienia postaci historycznej lub literackiej do udowodnienia jakiejś cechy), jednozdaniowym porównaniem użytym jako argument albo rozbudowaną narracją z tezą, w formie opowiadania prawdziwego, fikcyjnego lub prawdopodobnego. Opowiadanie takie może zajmować nawet ponad połowę długości całej wypowiedzi.
Na podstawie dzieł Arystotelesa i Cycerona, Kwintylian podzielił exempla na podobne (exemplum simile), niepodobne (exemplum dissimile) i przeciwstawne (exemplum contrarium).

## Miejsca dowodowe
Argumenty używane w dowodzeniu odnajduje się w tak zwanych loci, czyli miejscach dowodowych (loci argumentorum). Odkrycie odpowiednich argumentów jest ułatwione przez systematyczne i jasne uporządkowanie loci.
Kwintylian twierdził, że loci to składnice, w których kryją się argumenty i z których powinny być wydobywane. Ponieważ tak jak nie każda ziemia może zrodzić wszystko, i tak tobie nie uda się znaleźć jakiegoś gatunku ptaka lub dzikiego zwierza, jeżeli nie będziesz brał pod uwagę miejsca, w którym to zwierzę się rodzi albo które jest jego naturalnym środowiskiem. I jak z różnych rodzajów ryb jedne wolą gładkie, inne zaś skaliste podłoże, a znajdowane są na różnych wybrzeżach i odmiennych regionach, tak nie każdy rodzaj argumentu można wydobyć z każdej okoliczności zdarzenia – stąd nasze wyszukiwanie wymaga selekcjonowania. Inaczej bowiem popełnimy poważny błąd, a zmarnowawszy swój trud pozbawiony metody, nie uda nam się wyszukać tego argumentu, który potrzebujemy, chyba że pomoże nam jakiś szczęśliwy przypadek. Lecz jeśli znamy otoczenie, które daje początek każdemu rodzajowi argumentu, znajdziemy go z łatwością, kiedy zbliżymy się do tego szczególnego miejsca, które ów argument zawiera.
Miejsca dowodowe są więc formułami poszukiwawczymi i w swej ogólności stanowią składnicę idei, z której wydobywa się argumenty odpowiednie dla udowadnianej tezy. W historii retoryki stworzono kilka klasyfikacji loci argumentów. Najbardziej rozpowszechniona była klasyfikacja Kwintyliana, oparta na dziełach Cycerona. Rozróżniała ona argumenty a persona oraz a re.

### A persona
Argumenty z osoby (a persona) wydobywa się z okoliczności odnoszących się do ludzi związanych z tezą, którą się udowadnia. Według Kwintyliana podstawowymi miejscami argumentów z osoby mogą być:
1. Pochodzenie (genus) – ponieważ generalnie uważa się, że ludzie przypominają w jakiś sposób swoich rodziców i przodków[41].
2. Narodowość (natio) – ponieważ narody posiadają swoje szczególne cechy[41].
3. Ojczyzna (patria) – ponieważ istnieje różnica między prawami, obyczajami i opiniami w poszczególnych państwach[41].
4. Płeć (sexus) – na przykład bardziej prawdopodobne jest, że rozboju dokonał mężczyzna, a trucizną posłużyła się kobieta[41].
5. Wiek (aetas) – ponieważ różne czyny i opinie odpowiadają różnemu wiekowi[41].
6. Wykształcenie i wychowanie (educatio et disciplina) – ponieważ wielkie znaczenie ma, kto był nauczycielem i jakimi posługiwał się metodami[42].
7. Budowa fizyczna (habitus corporis) – ponieważ piękno jest przytaczane często jako argument przy pożądaniu, natomiast siła jako argument przy zuchwałości[42].
8. Bogactwo (fortuna) – ponieważ nie można spodziewać się takiego samego postępowania u bogatego i u biednego[42].
9. Istotne warunki (conditionis etiam distantia) – ponieważ stwarza ogromną różnice, czy człowiek jest sławny czy nieznany, czy jest urzędnikiem czy też kimś prywatnym, ojcem czy synem, obywatelem czy cudzoziemcem itp.[42]
10. Natura ducha (animi natura) – skąpstwo, gniew, litość, okrucieństwo, surowość i tym podobne mogą często pomóc w udowodnieniu wiarygodności jakiegoś czynu[42].
11. Zawód (studia) – albowiem rolnik, prawnik, kupiec, żołnierz, żeglarz, lekarz – oni wszyscy postępują inaczej[42].
12. Ambicje (intuendum) – czy ktoś pragnie być bogaty, czy też elokwentny, sprawiedliwy czy znaczący[42].
13. Dawne życie i wypowiedzi (ante acta dictaque) – ponieważ mamy zwyczaj wnioskować o teraźniejszości z przeszłości[42].

Każde z wymienionych wyżej miejsc dowodowych a persona dzieli się na kolejne loci. Na przykład argumenty z pochodzenia (a genere) mogą mieć swoje dalsze miejsca dowodowe w rodzicach, dziadkach, odleglejszych przodkach, małżonku, dzieciach, dalszych krewnych czy powinowatych.

### A re
Argumenty z materii sprawy (a re) wydobywa się z okoliczności odnoszących się do udowodnianej tezy. Dzielą się one na a causa, a loco, a tempore, a modo, a facultate, a finitione, a simili, a comparatione, a fictione i a circumstantia.
Według Kwintyliana, w większości wypowiedzi udowadniamy tezę argumentując „dlaczego” (quare), „gdzie” (ubi), „kiedy” (quando), „jak” (quomodo), albo „za pomocą jakich środków” (per quae). W niektórych wypowiedziach dodaje się do tego loci a finitione, a simili, a comparatione, a fictione i a circumstantia.
Większość teoretyków retoryki uznawała niekompletność tego podziału, ale uważała go za najlepszy. Według Kwintyliana: takie są powszechnie stosowane podziały miejsc dowodowych, jednakże nie wystarczy sklasyfikować je ogólnie, ponieważ z każdego z owych miejsc wyłania się nieskończona liczba argumentów, tak iż niemożliwe jest, zgodnie z prawdziwą naturą rzeczy, zbadanie ich wszystkich wedle ich indywidualnego rodzaju. A ci, którzy usiłowali tego ostatniego dokonać, ponieśli w równym stopniu dwie straty: powiedzieli za dużo i nie udało im się powiedzieć wszystkiego.

#### A causa
Argumenty z przyczyny (a causa) odpowiadają na pytanie „dlaczego” (quare) – to znaczy wydobywa się je z relacji przyczynowo-skutkowej związanej z udowadnianą tezą. Dzielą się one na argumenty psychologiczne i fizykalne. Argumenty psychologiczne wydobywa się z motywów, którymi kierują się ludzie. Natomiast argumenty fizykalne wydobywa się z faktów, z których wnioskuje się za pomocą przesłanek przyczynowych lub skutkowych. Argumenty fizykalne dzielą się z kolei na argumenty fizyczne i metafizyczne.

#### A loco
Argumenty z miejsca (a loco) odpowiadają na pytanie „gdzie” (ubi) – to znaczy wydobywane są z tych okoliczności sprawy, w których siłę perswazyjną ma dowodzenie oparte na czynniku miejsca. Dotyczy to przede wszystkim udowadniania prawdopodobieństwa jakiegoś czynu, opinii, stanowiska itp., jak również ich klasyfikacji ze względu na prawo, obyczaje czy możliwości społeczne lub fizyczne. Cyceron twierdził w De inventione, że udowadniając jakikolwiek fakt, należy rozpatrzyć, jakie jest miejsce [zdarzenia], abyśmy na podstawie jego cech mogli dowiedzieć się, czy coś mogło mieć miejsce, czy też nie. Zaleca się więc, przy argumentowaniu z miejsca, by dociec i ocenić jego jakość oraz dogodność. Ową dogodność trzeba rozpatrzeć w wielu aspektach.
Argumenty a loco są wyprowadzane z miejsc naturalnych (naturalis) lub ustanowionych (positivus). Argumenty z miejsc naturalnych dzielą się dalej na odpowiednie loci wyprowadzone z cech krajobrazu (góry, morze, miasto itp.). Natomiast argumenty z miejsc ustanowionych dzielą się z kolei na publiczne (publico), prywatne (privato), święte (sacro), otoczone szacunkiem (religioso) i zniesławione (infami). Każdego argumentu a loco można użyć na podstawie dowodzenia opartego na odległości (intervallo – blisko, daleko itp.), jakości (qualitate – naprzeciw, po, przed itp.) i wielkości (quantitate – wąskie, szerokie itp.).

#### A tempore
Argumenty z czasu (a tempore) odpowiadają na pytanie „kiedy” (quando) – to znaczy wydobywane są z okoliczności sprawy, które odnoszą się do okresu historycznego lub też periodycznych albo nieregularnych okoliczności czasowych. Dlatego dzielą się na argumenty historyczne (tempus generale) oraz argumenty ze sposobności czasowej (tempus speciale). Argumenty a tempore często mają kluczowe znaczenie dla całej argumentacji, zwłaszcza wówczas, gdy spajającym czynnikiem kompozycyjnym dowodzenia jest spełnianie się czynności w czasie.
Argumenty historyczne (tempus generale) wydobywa się z okresu historycznego lub przedziału czasowego. Dzielą się na argumenty dotyczące przeszłości, teraźniejszości i przyszłości. Według Kwintyliana: ten rodzaj czasu można wyrazić w taki sposób: „teraz”, „niegdyś”, „za panowania Aleksandra”, „w czasach oblężenia Troi”, i w ogóle kiedykolwiek mówimy o przeszłości, przyszłości lub teraźniejszości. Stosowany jest bardzo często, gdyż może dostarczyć niepodważalnych dowodów. Wszystkie te rodzaje argumentów można łatwo wywieść z faktów, które albo poprzedziły dane zdarzenie, albo z nim współwystępują, albo które można odnieść do przyszłości. W tym zawiera się wszystko, co odnosi się do czynów i słów, ale przejawia się na dwa różne sposoby. Gdyż niektóre rzeczy zachodzą dlatego, ponieważ coś innego nastąpiło po nich, zaś niektóre zachodzą, ponieważ coś innego nastąpiło przed nimi.
Argumenty ze sposobności (tempus speciale) wydobywa się z periodycznych albo (przez wpływ naturalny lub ludzki) nieregularnych okoliczności czasowych. Według Cycerona: sposobność jest rodzajem czasu, który zawiera w sobie właściwą dogodność czynienia lub nieczynienia czegoś. W przypadku sposobności, danemu okresowi czasu właściwa jest dogodność czynienia czegoś, którą można zauważyć. Argumenty ze sposobności dzielą się na publiczne, powszechne i indywidualne.

#### A modo
Argumenty ze sposobu (a modo lub a ratione) odpowiadają na pytanie „jak” (quomodo) – to znaczy wydobywane są z okoliczności, w jakich doszło do zdarzenia za pomocą którego udowadnia się tezę. Dotyczy to zarówno zewnętrznych wymiarów owego dokonania, jak i stanu psychologicznego ludzi, którzy dokonali czynu, czy na przykład wyrazili swoje opinie. Dlatego argumenty a modo dzielą się na argumenty z faktu (modus facti) i argumenty z intencji (modus ex animo). Argumenty z intencji dzielą się z kolei na argumenty z roztropności (prudentiae ratio) i argumenty z nieroztropności (inprudentiae ratio). Te ostatnie wyprowadza się z usprawiedliwienia (in purgationem) lub z emocji (in affectionem).

#### A facultate
Argumenty z możliwości (a facultate) odpowiadają na pytanie „za pomocą jakich środków” (per quae) – to znaczy wskazują na okoliczności, które umożliwiają bądź uniemożliwiają jakieś zdarzenie lub opinię. Według Cycerona: możliwość jest tym, dzięki czemu można uczynić coś łatwiej, lub bez czegoś nie da się w ogóle jakiejś rzeczy wykonać. Dlatego argumenty a facultate dzielą się na argumenty z możności i niemożności. Argumenty z możności dzielą się z kolei na argumenty z możności łatwej (facile) i z możności trudnej (difficile). Każdy rodzaj argumentów a facultate jest następnie dzielony ze względu na instrumentum, czyli środki niezbędne dla zaistnienia lub niezaistnienia jakiegoś zdarzenia lub opinii.

#### A finitione
Argumenty z definicji (a finitione) wyprowadza się z określeń używanych w wypowiedzi. W tego typu argumencie wiąże się abstrakcyjną definicję jakiegokolwiek określenia z konkretnym przypadkiem związanym z udowadnianą tezą. Powiązania takie klasyfikowano szczegółowo, określając je mianem divisio. Podstawowy podział argumentów a fintione polega na rozróżnieniu argumentów z właściwego znaczenia pojęcia (a nota) oraz argumentów z etymologii (a etymologia). Podawanym w podręcznikach przykładem a finitione było dowodzenie: jeśli należy nazwać zbiegiem kogoś, kto unika wroga i ucieka, z pewnością ten, kto wroga nie unika, ani przed nim nie ucieka, lecz sam z siebie na niego uderza, zbiegiem w żadnym przypadku nazwany być nie może.

#### A simili
Argumenty z podobieństwa (a simili) są ściśle powiązane z exemplum, czyli są wydobywane ze wspomnienia lub przypomnienia wydarzenia albo wydarzeń rzeczywistych czy fikcyjnych. Dzielą się na argumenty z pełnego podobieństwa, czyli z precedensów (a praecedenti) oraz argumenty z pełnego przeciwieństwa, czyli z kontrastu (a contrario). Zarówno podobieństwo, jak i przeciwieństwo może opierać się na różnych elementach znaczeniowych, które tworzą kolejne miejsca dowodowe.

#### A comparatione
Argumenty z porównania (a comparatione) są ściśle powiązane z argumentami z podobieństwa. Różnica między nimi zasadza się na fakcie, że locus a simili wiąże ze sobą równorzędne cechy porównawcze, podczas gdy locus a comparatione wiąże ze sobą cechy nierównorzędne. Porównując rzecz mniejszą (minus) z większą (maior), lub na odwrót, zaznacza się różnicę, która pojmowana jest jako kwestia stopnia lub intensywności. Podstawowy podział argumentów z porównania wyróżnia locus a maiore ad minus, za pomocą którego dowodzi się rzecz mniejszą poprzez większą, oraz locus a minore ad maius, za pomocą którego uzasadnia się coś większego za pomocą czegoś mniejszego. Argumenty te dzielą się dalej na wyprowadzone do całości (ad totum), z typu (ex genere) lub do rodzaju (ad speciem).

#### A fictione
Argumenty z fikcji (a fictione) wydobywane są z nieudowodnionych lub zmyślonych założeń, które jeżeli byłyby prawdziwe, mogłyby posłużyć do udowodnienia tezy. Za pomocą argumentów a fictione tworzy się więc hipotezę związaną z okolicznościami sprawy. Fictio w tego typu argumencie opiera się na wydobyciu paradygmatu przypadku, który można z większą siłą perswazyjną odnieść do udowadnianej tezy, niż przypadek realny. Wniosek z argumentu a fictione zostaje wywiedziony poprzez analogię.

#### A circumstantia
Argumenty z okoliczności (a circumstantia) wydobywane są z wszystkich tych okoliczności sprawy, które nie mieszczą się w pozostałych miejscach dowodowych – ze względu na osobistą inwencję autora lub też złożoność sprawy. Dzielą się one na dodatkowe, szczególne okoliczności bardzo trudnego i obszernego problemu lub też opierają się na inwencji literackiej czy poetyckiej autora.

## Miejsca wspólne

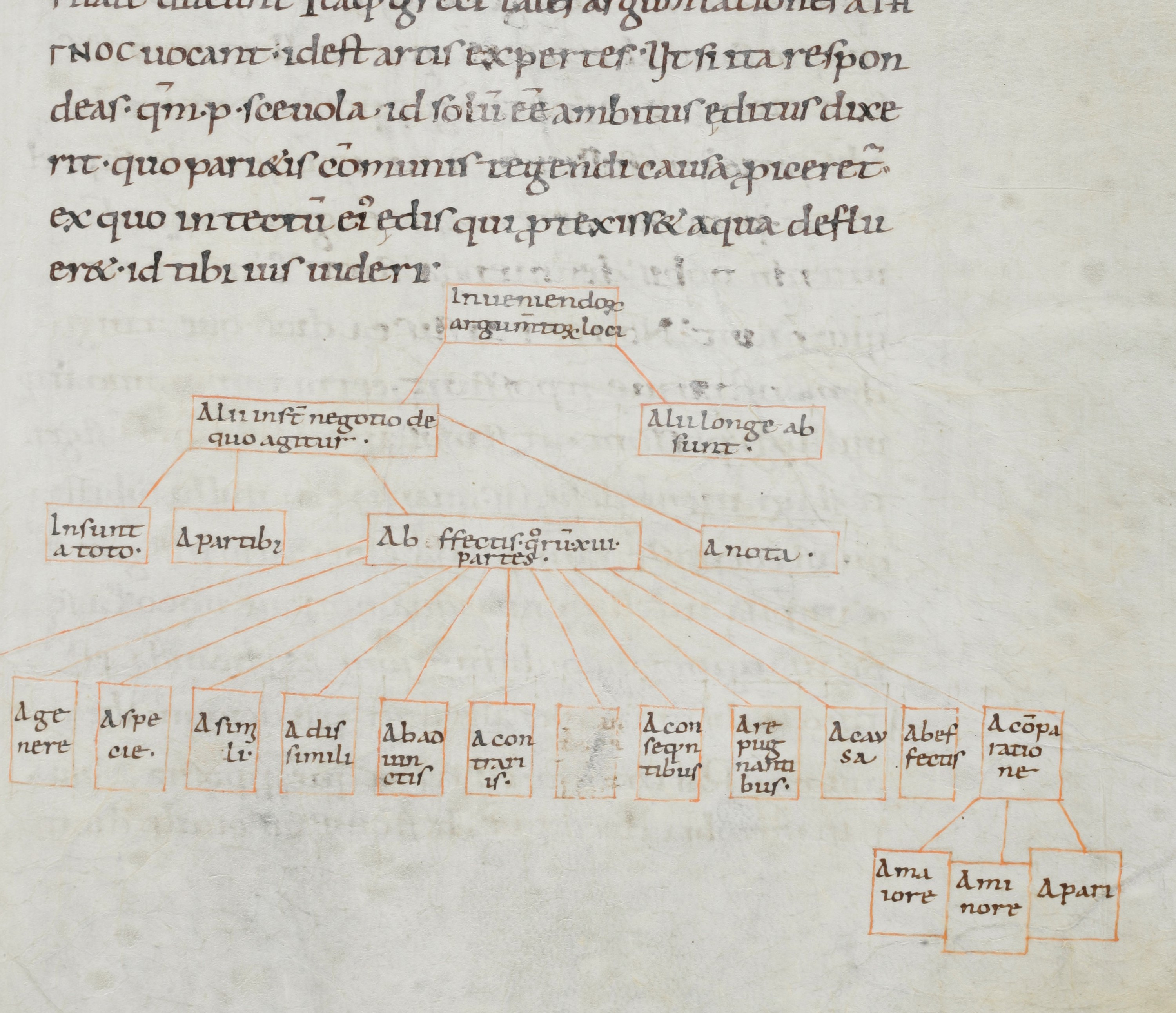
Fragment XI-wiecznego rękopisu Topiki Cycerona. Rysunek przedstawiający podstawową klasyfikację toposów. Rękopis przechowywany w Sankt Gallen, w Bibliotece opactwa św. Galla pod sygnaturą 818, pagina 253.

Miejsca wspólne (loci communes) lub toposy (κοινή τόποι) to generalizująca, infinitywna aplikacja miejsc dowodowych (loci argumentorum). Innymi słowy, topos jest powszechnie znanym, gotowym do użycia argumentem, opierającym swoją moc dowodzenia na przekonaniach wspólnoty, dla której właściwy jest sposób myślenia, mówienia czy pisania uznający pewne sądy i wartości za prawdziwe. Dlatego też miejsca wspólnego nie trzeba udowadniać – ma ono dużą siłę perswazyjną w obrębie wspólnoty, w której funkcjonuje. Opiera się bowiem na zgodzie powszechnej (consensus omnium), to znaczy na więzach kulturowych łączących autora i odbiorców.
Dla Cycerona miejsca wspólne były podstawą sztuki argumentacji – jego zdaniem autor powinien dowodzić swojej tezy, posługując się przede wszystkim toposami. W De inventionie zauważył, że argumentację składamy z toposów, tak jak słowo budujemy poprzez złożenie liter. Dla Arpinaty miejsca wspólne były siedzibami, skąd wydobywamy konkretne argumenty. Kwintylian zdefiniował je jako ogólnie ujmowane problemy, będące wspólnym materiałem dla wypowiedzi w rozmaitych sprawach. Nowożytni badacze określali je między innymi jako „instrument rozumienia”, „model przedstawieniowy”, „wzór myśli”, „półgotową formę językową”, „kalkę stylistyczną,” „składnicę argumentów”, „argumentację stereotypową” czy „komunał”. W polskiej retoryce utrwaliła się definicja Euzebiusza Słowackiego, który nazwał topos zapasem i składem myśli na potrzeby argumentacji.
Tworzenie wypowiedzi za pomocą argumentacji opartej na miejscach wspólnych przypomina dopasowywanie i spajanie elementów prefabrykowanych, czy też wmontowywanie elementów w mur ze słownych cegieł. Cyceron wyjaśnił tę zasadę na przykładzie mowy pochwalnej wygłoszonej na cześć Pompejusza. Argumentacja tej mowy oparta została na schemacie, który wcześniej zastosowany został do pochwały Aleksandra Wielkiego. W obu mowach użyte zostały te same toposy, wymienione zostały jedynie okoliczności dotyczące życia i dokonań wodzów.

### Zastosowanie argumentacji z miejsc wspólnych
Miejsca wspólne opierają się na trwałości schematów i stereotypów w kulturze, jak również jedności sensów. Jednakże każdy topos jest potencjalnie ambiwalentny, ponieważ może posłużyć do udowodnienia wielu rozmaitych tez, także przeciwstawnych. Jeżeli, na przykład, polityk rządzącej partii argumentuje, że robimy to dla dobra naszego kraju, stosuje typowy argument z miejsca wspólnego. Identycznego argumentu może jednak użyć polityk partii opozycyjnej, uzasadniając odmienne stanowisko w tej samej sprawie.
Niekiedy wieloznaczność miejsca wspólnego rozkłada się w czasie, gdy argument przyjmuje różne znaczenia w odmiennych epokach. Jeżeli autor używa toposu konia trojańskiego, argumentując na przykład, że imigranci są koniem trojańskim Europy, to współcześnie dowodzi podstępu mającego na celu zagładę cywilizacji europejskiej. W starożytności, a nawet jeszcze w XVI-wiecznej Polsce, był to jednak topos pochwalny, który wskazywał na wyjątkowe zdolności intelektualne tych, którzy podstępem się posługują.

## Kompozycja argumentacji

### Układ dialektyczno-logiczny
W zależności od tego, w którym miejscu wypowiedzi przedstawiona zostaje udowadniana teza, rozróżniano argumentację ze związków skutkowych (dedukcyjną, syntetyczną) lub ze związków przyczynowych (indukcyjną, analityczną). W argumentacji ze związków skutkowych wpierw wygłasza się tezę, po czym dowodzi się jej prawdziwości. W argumentacji ze związków przyczynowych argumenty poprzedzają tezę. Teoretycy retoryki uważali, że w większości przypadków należy stosować argumentację ze związków przyczynowych, gdyż ma ona większą siłę perswazyjną. Argumentacja ze związków skutkowych jest właściwa przede wszystkim przy wypowiedziach uroczystych, okazjonalnych lub gdy zamiar autora jest dla odbiorców oczywisty.

#### Argumentacja ze związków przyczynowych
W dowodzeniu ze związków przyczynowych, czyli indukcyjnym, wychodząc z przesłanek koniecznych lub niewątpliwie prawdziwych dla odbiorców, poprzez tzw. argumentację artystyczną, autor prowadzi do wniosków koniecznych, prawdziwych lub prawdopodobnych. W dowodzeniu tym konieczność lub prawdziwość przesłanek zostaje przeniesiona na końcowy wniosek, stanowiący udowadnianą tezę. Anglosascy teoretycy retoryki nazwali ten sposób foot-in-the-door – wpierw zatrzymujemy zamykanie drzwi stopą, a następnie stopniowo wyjaśniamy, dlaczego chcemy wejść do środka. Rozpoczynamy od argumentów mało ważnych, aby stopniowo przejść do najważniejszych.
W De inventione Cyceron zdefiniował ten sposób kompozycji argumentacji jako indukcję (inductio): indukcja jest wypowiedzią, która oparta na przesłankach pewnych, uzyskuje przekonanie o prawdziwości badanych rzeczy; dzięki temu sprawia, iż rzeczy wątpliwe, ze względu na podobieństwo do tych, które uzyskały status prawdziwości, stają się wiarygodne.
Arystoteles w Topikach przez związek przyczynowy rozumiał wynikanie jednego pojęcia z drugiego, np. ten człowiek jest sprawcą zbrodni. W związku takim wyróżnił przyczyny sprawczą, celową, materialną, formalną i wzorcową.

#### Argumentacja ze związków skutkowych
W dowodzeniu ze związków skutkowych, czyli dedukcyjnym (zwanym również rozumowaniem), wychodząc z wniosku uznanego przez autora za konieczny lub niewątpliwie prawdziwy, poprzez tzw. argumentację artystyczną, autor prowadzi odbiorców poprzez argumenty do przesłanek koniecznych lub prawdziwych. W dowodzeniu tym konieczność, prawdziwość lub prawdopodobieństwo wniosku zostaje przeniesiona na przesłanki, za pomocą których udowadnia się tezę. Anglosascy teoretycy retoryki nazwali ten sposób door-in-the-face – wpierw wyłamujemy drzwi, wpadamy do środka, a dopiero później wyjaśniamy, dlaczego to zrobiliśmy, rozpoczynając od powodów najważniejszych, a kończąc na mało ważnych.
W De inventione Cyceron zdefiniował ten sposób kompozycji argumentacji jako rozumowanie (ratiocinatio): rozumowanie jest mową, która wydobywa z samej istoty sprawy coś wiarygodnego, a to, co zostaje przez nią wyjaśnione i rozpoznane, utwierdza swoim znaczeniem i sposobem argumentacji.
Związek skutkowy jest odwrotnością związku przyczynowego, np. są pomordowani, a więc muszą być i mordercy. Zdaniem Arystotelesa, przy stosowaniu argumentacji skutkowej konieczne jest przestrzeganie kilku podstawowych zasad, między innymi powinna istnieć ścisła łączność między przyczyną a skutkiem, należy zachować określoną hierarchię semantyczną skutków, wyliczenie skutków powinno zawierać gradację logiczną lub psychologiczną i wiązać się z podziałem kompozycyjnym wypowiedzi. Arystoteles, wskazując przykłady argumentów ze związków skutkowych, twierdził, że z ich pomocą można zarówno zachęcać do czegoś, jak i coś odradzać, bronić kogoś i oskarżać, chwalić i ganić. Można zatem dowodzić z wniosku do przesłanek, np. nie należy się kształcić, ponieważ nie należy być przedmiotem zawiści albo należy się kształcić, bo trzeba być mądrym.

### Układ perswazyjny
Podczas komponowania dowodzenia, obok merytorycznej wagi argumentów, należy wziąć pod uwagę także ich siłę perswazyjną. Dlatego za istotniejsze uważano właściwe uporządkowanie argumentów według kryterium siły perswazyjnej. Można to zrobić na cztery sposoby: w porządku wzrastającym, w porządku opadającym, w porządku liniowym oraz w porządku nestoriańskim. Każdy ze sposobów uporządkowania argumentów (ordo) wziął swoją nazwę z rzymskiej terminologii wojskowej, mianowicie szyku bojowego legionu złożonego z oddziałów ciężko- i lekkozbrojnych.
Porządkując argumenty w układzie perswazyjnym, trzeba wziąć pod uwagę, że każdy argument jest silny bądź mocny tylko ze względu na jego możliwość akceptacji przez odbiorców. Autor musi więc wpierw ocenić siłę perswazyjną poszczególnych argumentów, biorąc pod uwagę możliwości poznawcze, wiedzę i mentalności odbiorców, a także argumenty strony przeciwnej, które mogły wcześniej wpłynąć na odbiorców.

#### Porządek wzrastający
W porządku wzrastającym argumenty przedstawia się w kolejności od najsłabszych do najmocniejszych. Ten sposób wiąże się najczęściej z argumentacją ze związków przyczynowych

#### Porządek opadający
W porządku opadającym argumenty przedstawia się w kolejności od najmocniejszych do najsłabszych. Ten sposób wiąże się najczęściej z argumentacją ze związków skutkowych.

#### Porządek liniowy
W porządku liniowym skraca się dowodzenie do kilku wybranych, mocnych argumentów. Pozostałe argumenty pozostawia się w odwodzie, który będzie można wykorzystać w ewentualnej polemice.

#### Porządek nestoriański
W porządku nestoriańskim argumentację rozpoczyna się od części argumentów mocnych, potem przechodzi do słabszych, aby zakończyć pozostałymi argumentami mocnymi. Porządek taki zwano także ordo Homericus, gdyż wzorem dla niego był szyk, w jakim Nestor ustawił w Iliadzie wojsko do bitwy:
Jazdę na czele ustawił wraz z końmi i rydwanami,
Pieszych skierował na tyły, licznych, odwagą szlachetnych –
Twierdzę bitewną, a słabszych pośrodku wojsk swych umieścił,
Aby tchórzliwych konieczność sama zmusiła do walki.

## Zasady kompozycji argumentacji
Jak twierdził Kwintylian, chociaż główną cechą kompozycji powinna być jasność argumentacji, dowodzenie nie może grzeszyć „przeuczoną” monotonią, gdyż wywołuje wówczas u odbiorcy zniechęcenie. Dlatego można posłużyć się każdym rodzajem ornamentu, tak dalece, jak nie przesłania to sensu naszej wypowiedzi. Siła perswazyjna argumentacji zależy więc nie tylko od jej poprawności logicznej lub dialektycznej, jakości czy liczby dowodów, ale przede wszystkim od sposobu wprowadzenia argumentów do wypowiedzi. Za najważniejsze zasady komponowania argumentacji uważano zasadę uwzględnienia kontekstu perswazyjnego, zasadę zachowania struktury dialektyczno-logicznej, zasadę wielostronnego objaśniania czy zasadę kumulowania różnych technik argumentacyjnych.

### Zasada kontekstu perswazyjnego
Autor wypowiedzi nie powinien kierować się „zimną logiką”, gdyż jego celem jest także, według zasad retoryki, wywołanie wzruszenia czy zachwytu odbiorcy. Oddziaływanie psychologiczne i estetyczne wypowiedzi ma bowiem decydujący wpływ na przyjęcie przez odbiorców tezy, którą udowadnia autor. Każdy więc rodzaj argumentu winien być o tyle poprawny logicznie lub dialektycznie, o ile pełni funkcję psychologiczną i estetyczną. Przede wszystkim zaś winien być zgodny z zasadą stosowności, którą w odniesieniu do argumentacji tak wyjaśnił Arystoteles: każda klasa ludzi, każdy typ dyspozycji psychicznych ma właściwy sobie sposób dowodzenia. W klasie umieszczam różnice wieku: dziecko, dorosły mąż, starzec; różnice płci: mężczyzna, kobieta; narodowe: Spartanin, Tesalczyk. Przez dyspozycję rozumiem tu te właściwości, które determinują charakter życia jednostki, a nie każda z nich to czyni. Nadto pewne wrażenie robi na słuchaczach zastosowanie środka, którego aż do przesytu używają pisarze mów: „Któż tego nie wie? Wszyscy wiedzą!” Odbiorca wstydzi się, że nie wie i zgadza się z mówcą, aby uczestniczyć w wiedzy, którą wszyscy inni posiadają.

### Zasada zachowania struktury dialektyczno-logicznej
Podczas komponowania argumentacji autor wypowiedzi powinien zachować wyraźne ramy dowodzenia, wynikające z zasad logiki i dialektyki. Dlatego argumenty, zwłaszcza te oparte na sylogizmach lub entymematach, układać należy w porządku opartym na właściwej kolejności rozumowania. Siła perswazyjna całej wypowiedzi, a zwłaszcza argumentacji, zależy bowiem także od precyzyjnej konstrukcji. Inaczej mówiąc, jak ujął do Arystoteles, autor powinien stosować podczas argumentowania architekturę logiczną i dialektyczną dowodzenia, wyrażoną językiem retorycznym.